# La Ley (psicoanálisis)
La Ley es un concepto usado en psicoanálisis, específicamente en el psicoanálsis lacaniano para significar al conjunto de normativas que se instalan en el inconsciente de un sujeto durante la infancia. En tal sentido la Ley tiene mucho en común con el superyó descrito por Freud.  
La Ley es considerada específicamente como procedente de quien cumple la función paterna, este puede ser el padre (biológico o cualquiera que ocupe su lugar estructural). Así el significante padre instaura la Ley: separa al infante de la madre y mediante esta separación el sujeto es integrado en el orden simbólico del lenguaje, del discurso de la cultura.
Además de imponer normativas inconscientes, la Ley organiza racionalmente al psiquismo del sujeto.
Una forclusión es un repudio temprano e inconsciente por el cual en la trama simbólica inconsciente resulta como un "agujero" es decir una falta de La Ley, aunque en personalidades borderlines se disimula en mayor o menor grado tal falta con un sinthome.